# 南亨德森 (北卡羅萊納州)
南亨德森（英語：South Henderson）是位於美國北卡羅萊納州萬斯縣的普查規定居民點。

## 人口
根據2020年美國人口普查的數據，南亨德森的面積為4.67平方千米，皆為陸地。當地共有人口988人，而人口密度為每平方千米211.56人。